# シットゴー
シットゴー石油公社（英語: Citgo Petroleum Corporation）は、CITGOとしても知られる輸送用燃料や潤滑油、その他の石油化学製品の製造や輸送、販売を行うアメリカ合衆国の石油関連企業で、ベネズエラ国営石油会社の完全子会社。
1910年にヘンリー・レイサム・ドハティがシティーズ・サービス・カンパニーとして設立、1965年にブランド名を現在の「Citgo」へと変更、1986年9月にベネズエラ国営石油会社による株式50％の取得により子会社化、1990年に同社の完全子会社となった。

## スポンサーシップ
長年NASCARの、マイケル・ウォルトリップ、エリオット・サドラー、カイル・ペティ、ナイル・ボネット、モーガン・シェファード、デイル・ジャレットなどのドライバーが所属していたレース・チームであるウッド・ブラザーズのスポンサーであった。また2000年終盤から2003年までジェフ・バートンのラウシュ・レーシングのスポンサーでもあった。
ロレックス・スポーツ・カー・シリーズにおいて、ベネズエラの女性ドライバーであるミルカ・デュノーのシットゴー・ポンティアック・ライリーのスポンサーとなった。デュノーはロレックス・シリーズで3回優勝し、2007年、デイトナ24時間レースで準優勝し、レース史上最高順位の女性レーサーとなった。2007年度、インディカー・シリーズにおいてサマックス・モータースポーツのデュノーのスポンサーとなった。2008年および2009年、ドレイヤー&レインボールド・レーシングのデュノーのスポンサーとなった。2010年、デイル・コイン・レーシングのデュノーのスポンサーとなった。また、2012年、KVレーシング・テクノロジー、2013年、アンドレッティ・オートスポーツのE.J.ヴィソのメイン・スポンサーにもなっている。
現在、バスマスター・フィッシング・ツアーのメイン・スポンサーとなっている。1983年、筋ジストロフィー協会(MDA)のスポンサーであるサウスランド(現セブン-イレブン)に買収された時からMDAのチャリティ・ゴルフのスポンサーにもなっている。現在、シットゴーはMDAの最大の企業スポンサーとなっており、2014年に終了した『ジェリー・ルイスMDAテレソン』に重役らが出演していた。
1992年、ボストンマラソンのスポンサーとなった。またこの数年、全米のアドベンチャーレースやトライアスロンなどの試合のスポンサーも務めている。

## ボストンにある看板

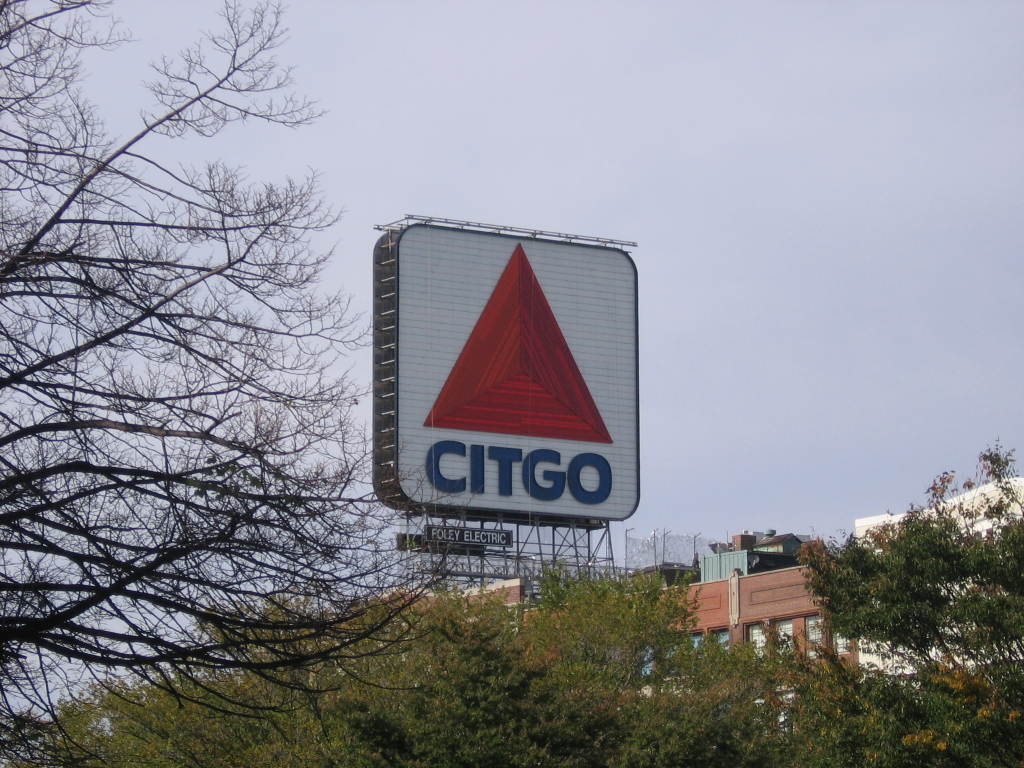
ボストンのランスダウン通りから見る看板

シットゴーのロゴは三角形のマークである。マサチューセッツ州ボストンにあるフェンウェイ・パークから見える大きな両面の看板は、野球中継でテレビに映ることも多く、ボストンのランドマークとなっている。6か月に亘る工事の後、2005年3月、何千もの発光ダイオードで照らされる現在の60フィート(18.288m)四方の看板が登場した。以前の看板は長さ5マイル(8km)の電線に5,878個のガラス管のついたネオン・ライトで照らされていた。ボストン大学の書店の建物の上に設置されている。
1940年、シティーズ・サービスの緑と白の三つ葉型の看板が建てられ、1965年、三角マークの看板に付け替えられた。エドワード・J・キング知事は省エネルギーのため明かりを消すよう頼んだ。4年後、天候により劣化した看板を解体しようとしたが、市民の反対に遭った。ボストン・ランドマーク委員会は議論の間解体を延期するよう頼んだ。公式声明はなく、1983年、改装および再点灯して以降現在も残っている。フェンウェイ・パークのすぐそばにあり、ボストン・レッドソックスがホームランを打った時などは「シー・イット・ゴー」(ボールの行方を見ろ)などと言われる。
1989年の映画『フィールド・オブ・ドリームス』の劇中映画『ゴー・ゴー・シットゴー』に登場した。1983年、『ライフ』誌に写真が掲載された。1987年、ケンモア・スクエアの「ネオンの神様」としてアニメ化された。フェンウェイやレッドソックスと関連してメイン州ポートランドにあるレッドソックスのマイナーリーグダブルAポートランド・シードッグスの本拠地ハドロック・フィールドのように、リトルリーグの球場などに看板のレプリカがある。またヒューストン・アストロズの本拠地ミニッツメイド・パークの左翼の壁の上のガラス部分に小さいが類似した看板がある。2007年、アストロズのダブルAコーパスクリスティ・フックスは本拠地ホワッタバーガー・フィールドに50フィート(15.240m)のレプリカを設置した。